# Montferratische Successieoorlog
De Montferratische Successieoorlog (Italiaans: Guerra di successione del Monferrato) was een successieoorlog van 1613 tot 1617 over het Hertogdom Montferrat in Noordwest-Italië.
De aanleiding van het conflict was het zonder mannelijke erfgenamen overlijden van hertog Francesco IV Gonzaga van Montferrat en Mantua (Italiaans: Mantova) op 22 december 1612. Zijn broer Ferdinando Gonzaga was een kardinaal, maar hij gaf zijn kerkelijke loopbaan op om zijn broer op te volgen in zowel het hertogdom Mantua als het hertogdom Montferrat. De vrouw van Francesco, Margaretha van Savoye was de dochter van hertog Karel Emanuel I van Savoye, die beweerde dat Montferrat nu aan zijn dynastie toeviel. Karel Emanuel beriep zich hierbij op het verdrag van 1 mei 1330 ter gelegenheid van het huwelijk van Yolande Palaeologina van Montferrat, dochter van markgraaf Theodoor I van Montferrat en Argentine Spinola, met graaf Aymon van Savoye. Dit verdrag bepaalde dat wanneer de lijn van mannelijke afstammelingen van de markgraaf van Montferrat uitstierf, de lijn van Yolande (en derhalve het Huis Savoye) het markgraafschap zou erven, om de dochters een inkomen te leveren.
Beide zijden wisten een aantal andere staten in hun kamp te scharen, en de oorlog woedde vier jaar lang. Spanje en Frankrijk sloten zich aan bij Ferdinando, maar Frankrijk zou in 1615 overlopen naar Karel Emanuel. Dat jaar werd de Vrede van Asti opgetekend, die bepaalde dat Savoye haar aanspraken op Montferrat diende op te geven, maar het verdrag werd niet ondertekend en de oorlog werd voortgezet. Uiteindelijk ondertekenden Savoye en Spanje de Vrede van Asti in 1617, waardoor Ferdinando werd bevestigd als de wettige erfgenaam van Francesco.
Toen Ferdinando in 1626 stierf, volgde zijn broer Vincenzo II (1594–1627, eveneens een kardinaal), hem op als hertog van Mantua and Montferrat. Hoewel ze beiden hertrouwden nadat Ferdinando ontslag had genomen als kardinaal en Vincenzo uit het College van Kardinalen was verwijderd (wegens het verbreken van zijn celibaat), verwekte geen van beiden wettige kinderen. Een nieuwe crisis brak uit toen Vincenzo II op 26 december 1627 stierf, hetgeen leidde tot de Mantuaanse Successieoorlog (1627–1632).

## Gevechten
- Slag om Alba (22 april 1613)
- Slag om Trin (26 april 1613)
- Beleg Moncalve (23 april – 8 mei 1613)
- Beleg van Nizza Monferrato (14 – 23 mei 1613)